# Johnny Green (cestista)
John M. Green, detto Johnny (Dayton, 8 dicembre 1933 – Huntington, 16 novembre 2023), è stato un cestista statunitense, professionista nella NBA.

## Carriera
Venne selezionato dai New York Knicks al primo giro del Draft NBA 1959 (5ª scelta assoluta).

## Statistiche
| * | Primo nella lega |

### NBA

#### Regular Season
| Anno      | Squadra            | PG    | PT | MP   | TC%   | 3P% | TL%  | RP   | AP  | PRP | SP | PP   |
| --------- | ------------------ | ----- | -- | ---- | ----- | --- | ---- | ---- | --- | --- | -- | ---- |
| 1959-1960 | N.Y. Knicks        | 69    | -  | 17,9 | 44,7  | -   | 40,6 | 7,8  | 0,8 | -   | -  | 7,0  |
| 1960-1961 | N.Y. Knicks        | 78    | -  | 22,9 | 43,0  | -   | 52,2 | 10,7 | 1,2 | -   | -  | 10,2 |
| 1961-1962 | N.Y. Knicks        | 80*   | -  | 34,9 | 43,6  | -   | 60,1 | 13,3 | 2,4 | -   | -  | 15,9 |
| 1962-1963 | N.Y. Knicks        | 80*   | -  | 31,9 | 46,2  | -   | 63,8 | 12,1 | 1,9 | -   | -  | 18,1 |
| 1963-1964 | N.Y. Knicks        | 80    | -  | 26,7 | 47,0  | -   | 49,7 | 10,0 | 2,0 | -   | -  | 14,5 |
| 1964-1965 | N.Y. Knicks        | 78    | -  | 22,1 | 46,9  | -   | 54,8 | 7,0  | 1,7 | -   | -  | 11,0 |
| 1965-1966 | N.Y. Knicks        | 7     | -  | 29,7 | 54,4  | -   | 48,4 | 10,6 | 1,6 | -   | -  | 14,4 |
| 1965-1966 | Baltimore Bullets  | 72    | -  | 20,0 | 53,5  | -   | 52,4 | 7,9  | 1,3 | -   | -  | 11,3 |
| 1966-1967 | Baltimore Bullets  | 61    | -  | 15,5 | 46,5  | -   | 46,4 | 6,5  | 0,9 | -   | -  | 8,2  |
| 1967-1968 | San Diego Rockets  | 42    | -  | 25,5 | 45,8  | -   | 47,2 | 10,1 | 1,4 | -   | -  | 13,9 |
| 1967-1968 | Philadelphia 76ers | 35    | -  | 10,5 | 46,0  | -   | 47,0 | 3,5  | 0,6 | -   | -  | 5,1  |
| 1968-1969 | Philadelphia 76ers | 74    | -  | 10,7 | 51,8  | -   | 45,6 | 4,5  | 0,6 | -   | -  | 4,7  |
| 1969-1970 | Cincinnati Royals  | 78    | -  | 29,2 | 55,9* | -   | 59,2 | 10,8 | 1,4 | -   | -  | 15,6 |
| 1970-1971 | Cincinnati Royals  | 75    | -  | 28,6 | 58,7* | -   | 61,7 | 8,7  | 1,2 | -   | -  | 16,7 |
| 1971-1972 | Cincinnati Royals  | 82    | -  | 23,3 | 56,9  | -   | 56,4 | 6,8  | 1,5 | -   | -  | 9,8  |
| 1972-1973 | K.C. Kings         | 66    | -  | 18,9 | 59,9  | -   | 67,9 | 5,5  | 0,9 | -   | -  | 7,1  |
| Carriera  | Carriera           | 1.057 | -  | 23,3 | 49,3  | -   | 55,3 | 8,6  | 1,4 | -   | -  | 11,6 |

#### Playoffs
| Anno     | Squadra            | PG | PT | MP   | TC%   | 3P% | TL%  | RP  | AP  | PRP | SP | PP   |
| -------- | ------------------ | -- | -- | ---- | ----- | --- | ---- | --- | --- | --- | -- | ---- |
| 1966     | Baltimore Bullets  | 3  | -  | 32,0 | 58,8* | -   | 12,5 | 9,0 | 1,3 | -   | -  | 13,7 |
| 1968     | Philadelphia 76ers | 12 | -  | 18,3 | 58,5* | -   | 46,5 | 5,5 | 0,7 | -   | -  | 8,0  |
| 1969     | Philadelphia 76ers | 5  | -  | 8,8  | 56,3  | -   | 55,6 | 2,8 | 0,2 | -   | -  | 4,6  |
| Carriera | Carriera           | 20 | -  | 18,0 | 58,3  | -   | 43,3 | 5,4 | 0,7 | -   | -  | 8,0  |

## Palmarès
- NCAA AP All-America Second Team (1959)
- NCAA AP All-America Third Team (1958)
- 4 volte NBA All-Star (1962, 1963, 1965, 1971)
- 2 volte migliore nella percentuale di tiro NBA (1970, 1971)